# Göteborgs Symfoniker
Göteborgs Symfoniker är en symfoniorkester, som bildades 1905 som Göteborgs orkesterförenings orkester.
Göteborgs Symfoniker är en av Sveriges sju professionella symfoniorkestrar, och bland dessa en av de fyra som är ”fullt utbyggda”. Den har 109 heltidsanställda musiker och ger merparten av sina konserter i Göteborgs konserthus, men har en andra fast scen i Vara konserthus. Sedan 1984 ger orkestern en årlig utomhuskonsert i parken Slottsskogen i juni månad och har även ett flertal gånger konserterat på Götaplatsen som en del av Göteborgs kulturkalas. Orkestern har Västra Götalandsregionen som huvudman.

## Historia
Orkestern grundades 1905, och två år senare blev tonsättaren Wilhelm Stenhammar dess musikaliska ledare. Under hans femtonåriga tid på posten gästdirigerades orkestern flera gånger av tonsättarna Carl Nielsen och Jean Sibelius, som båda var vänner till honom och vilkas musik, tillsammans med Stenhammars egen, än idag är hörnpelare i orkesterns repertoar. När Stenhammar avgick 1922 efterträddes han av sin tonsättarkollega Ture Rangström. Denne var dock ingen erfaren dirigent, och det dröjde inte mer än tre år innan han ersattes av Tor Mann, en av 1900-talets främsta svenska dirigenter.
I april 1980 gästdirigerades Göteborgs Symfoniker för första gången av den estniske (då exilsovjetiske) dirigenten Neeme Järvi. Detta möte blev upptakten till en viktig vändpunkt i orkesterns historia. Järvi tillträdde 1982 som chefsdirigent och stannade på posten i 22 år. När han 2004 lämnade den fick han hederstiteln chefsdirigent emeritus. Under Järvis ledning har Göteborgs Symfoniker gjort flera framgångsrika internationella turnéer samt skivinspelningar för bolagen BIS och Deutsche Grammophon. Konstellationen Göteborgs Symfoniker och Järvi har framför allt uppmärksammats som uttolkare av Sibelius musik. Orkestern fick 1997 epitetet Sveriges nationalorkester av regeringen. Göteborgs Symfoniker har haft den venezuelanske dirigenten Gustavo Dudamel som chefsdirigent åren 2007 till 2012. Dudamel är numera hedersdirigent för orkestern.

## Chefsdirigenter
- 1905–1907 Heinrich Hammer
- 1907–1922 Wilhelm Stenhammar
- 1922–1925 Ture Rangström
- 1925–1939 Tor Mann
- 1941–1953 Issay Dobrowen
- 1953–1960 Dean Dixon
- 1960–1967 Sten Frykberg
- 1967–1973 Sergiu Comissiona
- 1974–1976 Sixten Ehrling
- 1976–1979 Charles Dutoit
- 1982–2004 Neeme Järvi
- 2004–2007 Mario Venzago
- 2007–2012 Gustavo Dudamel
- 2017– Santtu-Matias Rouvali[1]

## Förste gästdirigenter
- 2002–2013 Christian Zacharias[2]
- 2003–2007 Péter Eötvös[3]
- 2013– Kent Nagano (även konstnärlig rådgivare)[4]

## Administrativ ledning
Sten Cranner är VD och konstnärlig chef för Göteborgs Symfoniker AB sedan 2014. Tidigare har bland andra Helena Wessman (2009–14), Edward Smith (2004–09), Sture Carlsson (1987–2004), Bengt Hörnberg (1984–87) och Bjørn Simensen (1980–84) haft posten men den exakta tituleringen har växlat.

## Diskografi
| Komponist                                                                    | Titel | Dirigent                                                | Solist/er                                                                                            | Skivbolag/nummer/medietyp                           | utg:år                         | Sv. mediedatabas |
| ---------------------------------------------------------------------------- | --- | ------------------------------------------------------- | --- | --------------------------------------------------- | ------------------------------ | ---------------- |
| Alfvén, Hugo (a); Nystroem, Gösta (b)                                        | (a)Festspel för orkester, op. 25; (b)Svensk rapsodi nr 1, op. 19 Midsommarvaka; (c)Sinfonia espressiva för orkester                                                                                             | Ehrling, Sixten                                         | | Lyssna Ly 75-7. LP / Philips 9500 909. LP           | 1974 / 1980                    |                  |
| Puccini, Giacomo; Mascagni, Pietro; Verdi, Giuseppe                          | [Arior] | Ehrling, Sixten                                         | Döse, Helena (sopran)                                                                                | Philips 6563 005. LP                                | 1975                           |                  |
| Holmboe, Vagn (a); Nystroem, Gösta (b)                                       | (a)Symfoni nr 10, op. 105; (b)Sinfonia breve | Ehrling, Sixten                                         | | Caprice CAP 1116. LP                                | 1977                           |                  |
| Stenhammar, Wilhelm                                                          | Konsert för piano och orkester nr 1, op. 1, b-moll | Dutoit, Charles                                         | Mannheimer, Irène (piano)                                                                            | Sterling S 1004. LP                                 | 1977                           |                  |
| Pettersson, Allan                                                            | Symfoni nr 9 | Comissiona, Sergiu                                      | | Philips 6598 971-72. 2xLP                           | 1980                           |                  |
| Franck, César                                                                | Les djinns för piano och orkester; Introduktion, 2 temata och 6 variationer; Preludium, koral och fuga för piano                                                                                                | Kamu, Okko                                              | Åberg, Kerstin (piano)                                                                               | Bis LP-137 / Bis CD-137                             | 1980 / 1993                    |                  |
| Crusell, Bernhard (a); Atterberg, Kurt (b); Eklund, Hans (c)                 | (a)Sinfonia concertante op. 3 B-dur; (b)Konsert för horn och orkester op. 28 a-moll; (c)Konsert för horn och orkester                                                                                           | (a)Macal, Zdenek; (b)Oskamp, Gérard; (c)Dutoit, Charles | (a-c)Linder, Albert (horn); (a)Schill, Olle (klarinett); (a)Nilsson, Arne (fagott)                   | Caprice CAP 1144. LP                                | 1982                           | []               |
| Grieg, Edvard                                                                | Symfoni c-moll; I höst op. 11 | Kamu, Okko                                              | | Bis LP-200                                          | 1982                           |                  |
| Stenhammar, Wilhelm                                                          | Symfoni nr 1 F-dur | Järvi, Neeme                                            | | Bis LP-219                                          | 1983                           |                  |
| Sibelius, Jean                                                               | Symfoni nr 5 Ess-dur op. 82; Andante festivo för stråkorkester; Karelia, op. 10 Uvertyr | Järvi, Neeme                                            | | Bis LP-222                                          | 1983                           |                  |
| Sibelius, Jean                                                               | Symfoni nr 1 e-moll op. 39; Finlandia op. 26 Symfonisk dikt | Järvi, Neeme                                            | | Bis LP-221 / Bis CD-221                             | 1983                           |                  |
| Sibelius, Jean                                                               | Symfoni nr 3 C-dur op. 52; Kung kristian II op. 27 Orkestersvit | Järvi, Neeme                                            | | Bis LP-228 / Bis CD-228                             | 1983                           |                  |
| Dvorák, Antonin                                                              | Konsert för violoncell och orkester nr 2 h-moll op. 104; Waldesruhe för violoncell och orkester | Järvi, Neeme                                            | Helmerson, Frans (violoncell)                                                                        | Bis LP-245 / Bis CD-245                             | 1983                           |                  |
| Nielsen, Carl                                                                | Symfoni nr 2 op. 16; Aladdin Orkestersvit | Chung, Myung-Whun                                       | | Bis LP-247 / Bis CD-247                             | 1983                           |                  |
| Tubin, Eduard                                                                | Symfoni nr 9 Sinfonia semplice; Estnisk danssvit för orkester; Toccata för orkester | Järvi, Neeme                                            | | Bis LP-227                                          | 1984                           |                  |
| Sibelius, Jean                                                               | Symfoni nr 6 d-moll op. 104; Pelléas och Mélisande op. 46 | Järvi, Neeme                                            | | Bis LP-237 / Bis CD-237                             | 1984                           |                  |
| Sibelius, Jean                                                               | Jungfrun i tornet; Kareliasvit op. 11 | Järvi, Neeme                                            | | Bis LP-250 / Bis CD-250                             | 1984                           |                  |
| Stenhammar, Wilhelm                                                          | Excelsior! op. 13; Symfoni nr 2 g-moll op. 34 | Järvi, Neeme                                            | | Bis LP-251 / Bis CD-251                             | 1984                           |                  |
| Sibelius, Jean                                                               | Symfoni nr 2 D-dur op. 43; Romans för stråkorkester op. 42 C-dur | Järvi, Neeme                                            | | Bis LP-252 / Bis CD-252                             | 1984                           |                  |
| Wiklund, Adolf                                                               | Konsert för piano & orkester nr 1 e-moll op. 10; Sommarnatt och soluppgång op. 19 | Panula, Jorma                                           | | Caprice CAP 1228. LP                                | 1984                           |                  |
| Berwald, Franz                                                               | Sinfonie singulière; Sinfonie capricieuse; Symfoni, Ess-dur: Sinfonie sérieuse | Järvi, Neeme                                            | | DG 415 502-1. 2xLP                                  | 1985                           |                  |
| Sibelius, Jean                                                               | Historiska scener nr 1-2 op. 25 och op. 66; En saga op. 9 | Järvi, Neeme                                            | | Bis CD-295                                          | 1985                           |                  |
| Sibelius, Jean                                                               | Symfoni nr 4 a-moll op. 63; Canzonetta för stråkorkester op. 62a; Okeaniderna op. 73 | Järvi, Neeme                                            | | Bis LP-263 / Bis CD-263                             | 1985                           |                  |
| Sibelius, Jean                                                               | Lemminkäinen-svit: Lemminkäinen och jungfrurna på ön op. 22:1; Tuonelas svan op. 22:2; Lemminkäinen i Tuonela op. 22:3; Lemminkäinen drager hemåt op. 22:4                                                      | Järvi, Neeme                                            | | Bis LP-294 / Bis CD-294                             | 1985                           |                  |
| Sibelius, Jean                                                               | The orchestral songs | Järvi, Neeme                                            | Hynninen, Jorma (baryton); Häggander, Marianne (sopran)                                              | Bis LP-270 / Bis CD-270                             | 1985                           |                  |
| Tubin, Eduard                                                                | Prélude solennel; Svit över estniska dansvisor; Konsert för violin och orkester nr 1 | Järvi, Neeme                                            | Lubotsky, Mark (violin)                                                                              | Bis LP-286 / Bis CD-286                             | 1985                           |                  |
|                                                                              | Göteborgs symfoniker. Recordings 1930-1978. 1-5. |                                                         | | Bis LP-301-305. 5xLP                                | 1986                           |                  |
| Grieg, Edvard                                                                | Norske danser op. 35; Lyrisk suite op. 54; Symfoniska danser op. 64 | Järvi, Neeme                                            | | DG 419 431-1. LP                                    | 1986                           |                  |
| Sibelius, Jean                                                               | Symfoni nr 7 i C-dur op. 105; Musik ur Kuolema; Nattlig ritt och soluppgång op. 55 | Järvi, Neeme                                            | | Bis CD-311                                          | 1986                           |                  |
| Sibelius, Jean                                                               | Pohjolas dotter op.49; Rakastava op.14; Tapiola Op.112; Andante lirico Impromptu för stråkorkester | Järvi, Neeme                                            | | Bis CD-312                                          | 1986                           |                  |
| Sibelius, Jean                                                               | Kullervo op.7 | Järvi, Neeme                                            | Hynninen, Jorma (baryton)                                                                            | Bis CD-313                                          | 1986                           | []               |
| Sibelius, Jean                                                               | Finlandia; Eldens uppkomst; Sandels och andra sånger för manskör och orkester | Järvi, Neeme                                            | Tiikainen, Sauli (baryton)                                                                           | Bis CD-314                                          | 1986                           | []               |
| Nielsen, Carl                                                                | Ouvertyr till Maskarade; Konsert för klarinett och orkester op.57; Symfoni nr 3, Sinfonia espansiva, op.27 | Myung-Whun Chung                                        | | Bis CD-321                                          | 1986                           |                  |
| Till havs                                                                    | |                                                         | Beltrán, Tito (tenor)                                                                                | Mariann MLPH 1632. LP                               | 1986                           |                  |
| Sibelius, Jean                                                               | Svit ur Svanevit; Dryaden; Pan och Echo; Svit ur Belsassars gästabud | Järvi, Neeme                                            | | Bis CD-359                                          | 1987                           |                  |
| Grieg, Edvard                                                                | Peer Gynt, komplett konsertversion, op. 23; Sigurd Jorsalfar op. 22 | Järvi, Neeme                                            | | DG 423 079-2. 2xCD                                  | 1987                           |                  |
| Grieg, Edvard                                                                | Peer Gynt svit nr 1 och 2; Lyrisk svit, op. 54; Tre orkesterstycken ur Sigurd Jorsalfar | Järvi, Neeme                                            | | DG 427 807-2. CD                                    | 1987                           |                  |
| Grieg, Edvard                                                                | Peer Gynt Highlights | Järvi, Neeme                                            | | DG 427 325-1. LP / DG 427 325-2. CD                 | 1987                           |                  |
| Svendsen, Johan                                                              | Symfoni nr 1 och 2; Två svenska folkvisor | Järvi, Neeme                                            | | Bis CD-347                                          | 1987                           |                  |
| Sibelius, Jean                                                               | Konsert för violin d-moll op. 47; Uvertyr a-moll; Menuett; In memoriam, op. 59 Sorgemarsch för orkester | Järvi, Neeme                                            | | Bis CD-372                                          | 1987                           | []               |
| Sibelius, Jean                                                               | La tristesse du printemps op. 16; Barden op. 64; Valse lyrique op.96a; Autrefois op. 46b; Valse chevaleresque op.96c; Suite mignonne op.98a; Suite champêtre op.98b; Suite caractéristique op.100; Presto D-dur | Järvi, Neeme                                            | | Bis CD-384                                          | 1988                           | []               |
| Tubin, Eduard                                                                | Symfoni nr 7; Pianoconcertino; Sinfonietta över estniska motiv | Järvi, Neeme                                            | Pöntinen, Roland (piano)                                                                             | Bis CD-401                                          | 1988                           |                  |
| Schnittke, Alfred                                                            | Concerto grosso nr 4; Symfoni nr 5 Pianissimo | Järvi, Neeme                                            | | Bis CD-427                                          | 1988                           |                  |
| Rimskij-Korsakov, Nikolaj                                                    | Symfoni nr 1; Symfoni nr 2; Symfoni nr 3; Spanskt capriccio; Rysk påskuvertyr | Järvi, Neeme                                            | | DG 423 604-2. 2xCD                                  | 1988                           |                  |
| Stenhammar, Wilhelm                                                          | Snöfrid; Mellanspel ur Sången; Midvinter; Elegi; Intermezzo; Karneval ur Lodolezzi sjunger | Järvi, Neeme                                            | Åhlén, Ulrika (sopran); Nilsson, Gunvor (mezzo); Zachrisson, Gösta (tenor)                           | Bis CD-438                                          | 1989                           |                  |
| Sibelius, Jean                                                               | Preludium och svit ur Stormen op. 109; Cassazione op. 6; Tiera för mässingsseptett och slagverk; Preludio | Järvi, Neeme                                            | | Bis CD-448                                          | 1989                           |                  |
| Grieg, Edvard                                                                | Symfoni c-moll; I höst op. 11; Gammalnorsk romans med variationer op. 51; Sørgemarsch over Rikard Nordraak | Järvi, Neeme                                            | | DG 427 321-2. CD                                    | 1989                           |                  |
| Sjostakovitj, Dmitrij                                                        | Symfoni nr 15 op. 141; Oktober; Uvertyr över ryska och kirgisiska teman | Järvi, Neeme                                            | | DG 427 616-2. CD                                    | 1989                           |                  |
| Stenhammar, Wilhelm                                                          | Konsert för piano och orkester nr 1 op. 1 B-dur; Sensommarnätter | Dutoit, Charles                                         | Mannheimer, Irène (piano)                                                                            | Sterling CDS-1004-2. CD                             | 1989                           |                  |
| Sibelius, Jean                                                               | Humoresk nr 1-6 för violin och orkester; Serenad nr 1 och 2 för violin och orkester; Uvertyr E-dur; Balettscen                                                                                                  | Järvi, Neeme                                            | Kang, Dung-Suk (violin)                                                                              | Bis CD-472                                          | 1990                           |                  |
| Stenhammar, Wilhelm                                                          | Konsert för piano och orkester nr 2 op. 23 d-moll; Svit ur Chitra | Järvi, Neeme                                            | Ortiz, Cristina (piano)                                                                              | Bis CD-476                                          | 1990                           |                  |
| Sjostakovitj, Dmitrij                                                        | Symfoni nr 11 År 1905; Symfoni nr 12 År 1917; Svit ur Hamlet; Svit ur Den gyllene tidsåldern | Järvi, Neeme                                            | | DG 429 415-2. 2xCD                                  | 1990                           |                  |
|                                                                              | Intermezzo. Stycken av Cilea, Giordano, Leoncavallo, Mascagni m.fl. | Järvi, Neeme                                            | | DG 429 494-2. CD                                    | 1990                           |                  |
| Tjajkovskij, Petr (a); Borodin, Aleksandr (b); Rimskij-Korsakov, Nikolaj (c) | (a)Festuvertyr 1812; (a)Slavisk marsch; (b)På Centralasiens stäpper; (b)Polovtsiska danser; (c) 'Rysk påskuvertyr; (c)Capriccio espagnol                                                                        | Järvi, Neeme                                            | | DG 429 984-2. CD                                    | 1990                           |                  |
| Dvořák, Antonin                                                              | Symfoni nr 8 op. 88 G-dur; Symfoni nr 7 op. 70, d-moll | Chung, Myung-Whun                                       | | Bis CD-452                                          | 1990                           |                  |
| Nielsen, Carl                                                                | Symfoni nr 1 g-moll op. 7; Konstert för flöjt och orkester; Rapsodiuvertyr En fantasirejse till Færøerne | Chung, Myung-Whun                                       | Gallois, Patrick (flöjt)                                                                             | Bis CD-454                                          | 1990                           |                  |
|                                                                              | Bercarolle Favourite opera intermezzi | Järvi, Neeme                                            | | DG 445 609-2. CD                                    | 1990                           |                  |
| Sibeliuus, Jean                                                              | Scaramouche; Bröllopsmarsch ur Fåglarnas språk | Järvi, Neeme                                            | | Bis CD-502                                          | 1990                           |                  |
| Prokofjev, Sergej                                                            | Den brinnande ängeln | Järvi, Neeme                                            | Secunde, Nadine (sopran); Lang, Rosemarie (alt); Lorenz, Siegfried (baryton); Terfel, Bryn (bas)     | DG 431 669-2. 2xCD                                  | 1990                           |                  |
| Johanson, Sven-Eric (a); Dukas, Paul (b)                                     | (a)Nalle Puh; (b)Trollkarlens lärling | Benstorp, Lars                                          | | Bis CD-259                                          | 1992                           |                  |
|                                                                              | Swedish bassoon concertos |                                                         | | Intim musik IMCD 015                                | 1992                           |                  |
| Mozart, Wolfgang Amadeus                                                     | Kvintett, klarinett, violin (2), viola, violoncell, K. 581, A-dur; Kvintett, piano, oboe, klarinett, fagott, horn, K. 452, Ess-dur                                                                              |                                                         | | Intim musik IMCD 016                                | 1992                           |                  |
| Rosenberg, Hilding                                                           | Symfoni, kör, recitativ, orkester, nr 4, Johannes uppenbarelse | Ehrling, Sixten                                         | Hagegård, Håkan (baryton)                                                                            | Caprice/Musica Sveciae CAP 21429/MSCD 624           | 1992                           |                  |
|                                                                              | The romantic Swedish flute | Svedlund, Thord                                         | Marcusson, Göran (flöjt)                                                                             | Intim musik IMCD 018                                | 1992                           |                  |
| Nørgård, Per (a); Áskell Másson (b); Sallinen, Aulis (c)                     | (a)For a change; (b)Konsert för marimba; (c)Symfoni, nr 2, op. 29 | Hirokami, Jun'ichi                                      | | Intim musik IMCD 019                                | 1992                           |                  |
| Borodin, Alexandr                                                            | Symfoni, nr 1, Ess-dur; Symfoni, nr 3, a-moll; Ur Furst Igor; Symfoni, nr 2, h-moll; Notturno ur Kvartett för stråkar, nr 2, D-dur; På Centralasiens stäpper; Liten svit för piano                              | Järvi, Neeme                                            | | DG 435 757-2. 2xCD                                  | 1992                           |                  |
| Borodin, Alexandr (a); Rimskij-Korsakov, Nikolaj (b)                         | (a)Symfoni, nr 2, h-moll; (a)Notturno ur Kvartett för stråkar, nr 2, D-dur; (b)Symfoni, nr 2, op. 9, Antar | Järvi, Neeme                                            | | DG 445 568-2. CD                                    | 1992                           |                  |
| Nielsen, Carl                                                                | Symfoni, nr 4, op. 29 Det Uudslukkelige; Symfoni, nr 6 Sinfonia semplice | Järvi, Neeme                                            | | Bis CD-600                                          | 1993                           |                  |
| Sibelius, Jean                                                               | Sibelius encore! | Järvi, Neeme                                            | | Bis CD-610                                          | 1993                           |                  |
| Sjostakovitj, Dmitrij (a); Musorgskij, Modest (b)                            | (a)Symfoni, nr 14, op. 135; (b)Dödens visor och danser | Järvi, Neeme                                            | (a)Kazarnovskaya, Ljuba (sopran); (a)Leiferkus, Sergej (bas); (b)Fassbaender, Brigitte (mezzo)       | DG 437 785-2                                        | 1993                           |                  |
| Nielsen, Carl                                                                | Symfonier nr 1-6 | Järvi, Neeme                                            | Isokoski, Soile (sopran); Hynninen, Jorma (baryton)                                                  | DG 437 507-2. 3xCD                                  | 1993                           |                  |
| Grieg, Edvard                                                                | Orkestersånger | Järvi, Neeme                                            | Hagegård, Håkan (baryton)                                                                            | DG 437 519-2. CD                                    | 1993                           |                  |
| Grieg, Edvard                                                                | (a)Landkjenning; (b)Olav Trygvason; Peer Gynt. Svit nr 1-2 | Järvi, Neeme                                            | (a-b)Hagegård, Håkan (baryton)                                                                       | DG 437 523-2                                        | 1993                           |                  |
| Grieg, Edvard                                                                | Konsert för piano och orkester, op. 16, a-moll; Lyrisk suite; I høst | Järvi, Neeme                                            | Zilberstein, Lilya (piano)                                                                           | DG 437 524-2. CD                                    | 1993                           |                  |
| Grieg, Edvard                                                                | Fra Holbergs tid, stråkorkester; Elegiske melodier; Melodi för stråkorkester, op. 53; Nordiske melodier; Lyriske stykker, op. 68                                                                                | Järvi, Neeme                                            | | DG 437 520-2. CD                                    | 1993                           |                  |
| Grieg, Edvard                                                                | Komplett musik med orkester | Järvi, Neeme                                            | Zilberstein, Lilya (piano); Bonney, Barbara (sopran); Hagegård, Håkan (baryton)                      | DG 437 842-2. 6xCD i box / DG 471 300-2. 6xCD i box | 1993. Återutgivning            |                  |
| Nielsen, Carl                                                                | The six symphonies. The three concertos | Järvi, Neeme; Myung-Whun Chung                          | | Bis CD-614-616. 3xCD                                | 1993. Återutgivning            |                  |
| Nielsen, Carl                                                                | Symfoni, nr 1, op. 7, g-moll; Symfoni, nr 2, op. 16 De fire Temperamenter | Järvi, Neeme                                            | | DG 439 775-2. CD                                    | 1993                           |                  |
| Nielsen, Carl                                                                | Symfoni, nr 3, op. 27 Sinfonia espansiva; Symfoni, nr 4, op. 29 Det Uudslukkelige | Järvi, Neeme                                            | | DG 439 776-2. CD                                    | 1993                           |                  |
| Nielsen, Carl                                                                | Symfoni, nr 5, op. 50; Symfoni, nr 6 Sinfonia semplice | Järvi, Neeme                                            | | DG 439 777-2. CD                                    | 1993                           |                  |
| Sibelius, Jean                                                               | Symfonier 1-7; Kullervo | Järvi, Neeme                                            | | Bis CD-622-624. 4xCD i box                          | 1993 Återutgivning             |                  |
| Grieg, Edvard                                                                | Konsert för piano och orkester, op. 16, a-moll; Nordiske melodier, op. 63; Peer Gynt. Svit, nr 1-2 | Järvi, Neeme                                            | Zilberstein, Lilya (piano)                                                                           | DG 445 604-2. CD                                    | 1993 (Peer Gynt återutgivning) |                  |
| Tjajkovskij, Pjotr                                                           | Mazeppa | Järvi, Neeme                                            | Dyadkova, Larisa (mezzo); Larin, Sergej (tenor); Margison, Richard (tenor)                           | DG 439 906-2. 3xCD                                  | 1994                           |                  |
| Sjostakovitj, Dmitrij                                                        | Strekoza i murajev; Osloj i solovej; Romanser till text av Pusjkin; Sånger, op. 62; Från den judiska folkpoesin                                                                                                 | Järvi, Neeme                                            | Orgonasova, Ljuba (sopran); Dyadkova, Larisa (mezzo); Stutzmann, Nathalie (alt)                      | DG 439 860-2. CD                                    | 1994                           |                  |
| Johanson, Sven-Eric                                                          | Symphonie chez nous; Trio för klarinett, cello och piano; Kvartett för stråkar, nr 7 | Sundkvist, Petter                                       | | Phono Suecia PSCD 76                                | 1994                           |                  |
| Hultqvist, Anders                                                            | (a)Time and the bell; (b)When roses break; (c)Incantatio | Sundkvist, Petter(a, c); Nicolet, Werner (b)            | Musik i Västs blåsensemble (b)                                                                       | Musik MM 16. CD                                     | 1994                           |                  |
| Sjostakovitj, Dmitrij                                                        | Romans för tenor och orkester, op. 21; Poem för alt och orkester, op. 143a; Svit över dikter av Michelangelo | Järvi, Neeme                                            | Levinskij, Ilja (tenor); Zaremba, Elena (mezzo); Leiferkus, Sergej (baryton)                         | DG 447 085-2. CD                                    | 1995                           |                  |
| Stenhammar, Wilhelm                                                          | Symfoni, nr 1, F-dur; Symfoni, nr 2, op. 34, g-moll; Serenad för orkester, op. 31, F-dur; Excelsior! | Järvi, Neeme                                            | | DG 445 857-2. 2xCD                                  | 1995                           |                  |
| Kabalevskij, Dmitrij (a); Chatjaturjan, Aram (b); Rachmaninov, Sergej (c)    | (a)Konsert för violoncell och orkester, nr 2, op. 77; (b)Konsert för violoncell; (c)Vocalise | Ashkenazy, Vladimir                                     | Vladimir Ashkenazy (piano); Lidström, Mats (cello)                                                   | Bis CD-719                                          | 1996                           |                  |
| Sibelius, Jean                                                               | Kareliasvit; Luonnotar; Andante festivo; Okeaniderna; Kung Kristian II. Svit; Finlandia | Järvi, Neeme                                            | | DG 447 760-2. CD                                    | 1996                           | []               |
| Nielsen, Carl                                                                | Maskarade; En Fantasirejse til Faeröerne; Helios; Saga-Drøm; Pan og Syrinx; Aladdin | Järvi, Neeme                                            | | DG 447 757-2. CD                                    | 1996                           |                  |
| Sjostakovitj, Dmitrij                                                        | Symfoni, nr 13, op. 113, b-moll Babi Jar | Järvi, Neeme                                            | Kotcherga, Anatolij (bas)                                                                            | DG 449 187-2. CD                                    | 1996                           |                  |
| Rachmaninov, Sergej                                                          | Aleko | Järvi, Neeme                                            | Leiferkus, Sergej (baryton)                                                                          | DG 477 041-2. CD                                    | 1997                           |                  |
| Rachmaninov, Sergej                                                          | Den girige riddaren | Järvi, Neeme                                            | Larin, Sergej (tenor)                                                                                | DG 477 041-2. CD                                    | 1997                           |                  |
| Rachmaninov, Sergej                                                          | Francesca da Rimini | Järvi, Neeme                                            | von Otter, Ann Sofie (mezzo); Guleghina, Maria (sopran)                                              | DG 453 455-2. CD                                    | 1997                           |                  |
| Sibelius, Jean                                                               | Pohjolas dotter op. 49; Nattlig ritt och soluppgång op. 55; Fyra legender från Lemminkäinen op. 22 | Järvi, Neeme                                            | | DG 453 426-2. CD                                    | 1997                           |                  |
|                                                                              | Gladiatorernas intåg. Marscher, uvertyrer och andra orkesterstycken | Järvi, Neeme                                            | | DG 453 586-2. CD                                    | 1997                           |                  |
| Andersson, Benny; Ulvaeus, Björn                                             | Från Waterloo till Duvemåla | Edwards, John Owen                                      | | Columbia COL 492935 2. CD                           | 1998                           |                  |
| Brendler, Eduard                                                             | Ryno eller Den vandrande riddaren | Wiklund, Anders                                         | | Sterling CDO 1031. CD                               | 1999                           |                  |
| Steinberg, Maximilian                                                        | Symfoni nr 1; Fantasie dramatique; Prélude symfonique | Järvi, Neeme                                            | | DG 457 607-2. CD                                    | 1999                           | []               |
| Pärt, Arvo                                                                   | Fratres för violin, stråkorkester och slagverk; Tabula rasa; Symfoni, nr 3 | Järvi, Neeme                                            | Shaham, Gil (violin); Carlsson, Roger (slagverk); Risberg, Erik (preparerat piano)                   | DG 457 647-2. CD                                    | 1999                           |                  |
| Strauss, Richard                                                             | The humoristic Richard Strauss. Till Eulenspiegels lustige Streiche, op. 28; Valser ur Der Rosenkavalier; Schlagobers Liten svit                                                                                | Haider, Friedrich                                       | | Nightingale NC 190087-2. CD                         | 1999                           |                  |
| Sibelius, Jean                                                               | En saga; Vårsång; Musik ur Kuolema; Barden; Tapiola | Järvi, Neeme                                            | | DG 457 654-2. CD                                    | 2000                           |                  |
| Sjostakovitj, Dmitrij                                                        | Symfoni, nr 2, op. 14, H-dur, Hyllning till oktober; Symfoni, nr 3, op. 20, Ess-dur, Första maj; Bulten. Svit                                                                                                   | Järvi, Neeme                                            | | DG 469 525-2. CD                                    | 2001                           |                  |
| Steinberg, Maksimilian                                                       | Symfoni, nr 2, b-moll, op. 8; Variationer, orkester, op. 2 | Järvi, Neeme                                            | | DG 471 198-2. CD                                    | 2001                           |                  |
|                                                                              | Aurora. Music of the Northern Lights Nordiska orkesterfavoriter | Järvi, Neeme                                            | | DG 474 128-2. 2xCD                                  | 2002                           |                  |
| Mjaskovskij, Nikolaj                                                         | Symfoni nr 6 | Järvi, Neeme                                            | Göteborgs symfoniska kör                                                                             | DG 451 655-2. CD                                    | 2002                           | []               |
| Martinsson, Rolf (a); Pärt, Arvo (b); Tamberg, Eino (c)                      | (a)Bridge Konsert för trumpet och orkester; (b)Concerto piccolo över B-A-C-H; (c)Konsert för trumpet och orkester                                                                                               | Järvi, Neeme                                            | Hardenberger, Håkan (trumpet)                                                                        | Bis CD-1208                                         | 2002                           | []               |
| Jöback, Peter                                                                | Storybook | Davies, Nick                                            | Jöback, Peter (sångare); Östergren, Martin (piano); Ferrari, André (trummor); Jonsson, Fredrik (bas) | Columbia : COL 519154 9. CD                         | 2004                           |                  |
|                                                                              | Toner för livet |                                                         | Sjöholm, Helen (sång)                                                                                | GSO CD 01                                           | 2004                           |                  |
| Sibelius, Jean                                                               | The symphonies | Järvi, Neeme                                            | | DG 00289 477 5688. 4xSACD                           | 2005                           |                  |
| Berio, Luciano                                                               | Sinfonia; Ekphrasis | Eötvös, Peter                                           | London Voices                                                                                        | DG 00289 477 5380. CD                               | 2005                           |                  |
|                                                                              | Göteborgs Symfoniker 1905-2005 |                                                         | | DG 476 862-5. CD                                    | 2005                           | []               |
|                                                                              | Caprice | Gardner, Edward                                         | Balsom, Alison (trumpet)                                                                             | EMI Classics 0946 3 53255 2 2                       | 2006                           |                  |
|                                                                              | Europe's finest | Venzago, Mario                                          | | GSO SACD 02                                         | 2006                           |                  |
|                                                                              | Bruckner, Sibelius, Nielsen | Dudamel, Gustavo                                        | | DG 477 9449 3xCD                                    | 2011                           |                  |
| Vajnberg, Moisej                                                             | Symfoni nr. 3 ; Svit nr. 4 från The golden key | Svedlund, Thord                                         | | Chandos CHSA 5089                                   | 2012                           |                  |
| Vajnberg, Moisej                                                             | Symfoni nr. 20 ; Konsert i c-moll för violoncell och orkester | Svedlund, Thord                                         | Gunnarsson, Claes (violoncell)                                                                       | Chandos CHSA 5107                                   | 2012                           |                  |
|                                                                              | Classical Nordic favourites |                                                         | | DG 02894822775. 2xCD                                | 2015                           |                  |
| Strauss, Richard                                                             | Eine Alpensinfonie | Nagano, Kent                                            | | Farao. Vinyl                                        | 2016                           | [ 6 ]            |